# Maria Drago
Maria Giacinta Drago (Pegli, 31 gennaio 1774 – Genova, 8 agosto 1852) è stata la madre di Giuseppe Mazzini.

## Biografia
Maria Drago nacque a Pegli (al tempo un comune autonomo), nell'allora Repubblica di Genova, il 31 gennaio del 1774 da un'agiata famiglia borghese, figlia del mercante Giacomo Drago e di Geronima Bottino. Fin da giovane fu educata nei precetti del giansenismo, molto radicato in Liguria, che la resero una donna di saldi principi morali e di una forte religiosità. Il 25 settembre 1796 la giovane Maria, a 22 anni, si sposò con Giacomo Mazzini, medico originario di Chiavari, dal quale ebbe quattro figli, tre femmine e un maschio, ai quali trasmise tutta la sua esperienza morale e religiosa: la primogenita, Rosa, nata nel 1797, a 24 anni decise di ritirarsi in convento, morendo tre anni dopo; la secondogenita, Antonietta, sposatasi con Francesco Mussuccone, dovette allentare i legami con la madre per volere dei parenti del marito; Francesca, detta in famiglia "Chichina", nata nel 1808, di costituzione gracile e malaticcia, morì di tisi a neanche trent'anni. Ma fu al figlio terzogenito, Giuseppe Mazzini, nato nel 1805 e affettuosamente chiamato "Pippo", che Maria diede le sue maggiori attenzioni: infatti, a differenza del marito, approvò sempre la condotta del figlio e gli fu preziosa collaboratrice, supportandolo nelle difficoltà sia materialmente che emotivamente, attraverso l'invio di una fitta corrispondenza, che le fu di conforto durante l'esilio di Giuseppe, iniziato nel 1831. Dopo di allora, Maria Drago lo avrebbe rivisto solo nel 1848 a Milano, per pochi giorni, durante le vicende legate alle Cinque Giornate di Milano. Inoltre, dal 1833 fino alla morte, avvenuta l'8 agosto 1852 nella città natale, a 78 anni, trasformò la sua casa in un rifugio per ogni perseguitato politico.
La sua tomba, accanto a quella del figlio, si trova nel Cimitero monumentale di Staglieno (Genova).

## Omaggi
Le sono state dedicate una via a Milano e una a Roma (VIII Municipio), nonché la loggia n. 1039 dell'Ordine massonico Le Droit Humain.